# 周起濱
周起濱，字蓉帆，贵州畢節人，清朝政治人物。道光初年進士，官至太常寺卿。

## 生平
道光元年（1821年）舉人。道光三年（1823年）癸未科進士，由河南林縣知縣歷河南信陽州知州、光州直隸州知州。升江西吉安府知府。太平天國興起後，辦理團練。咸豐元年（1851年）升浙江杭嘉湖道。咸豐五年（1855年）升湖南按察使，次年調廣東。咸豐九年（1859年）升廣東布政使。咸豐十一年（1861年）升太常寺卿，同年病休，賜三品頂戴。